# Sporran

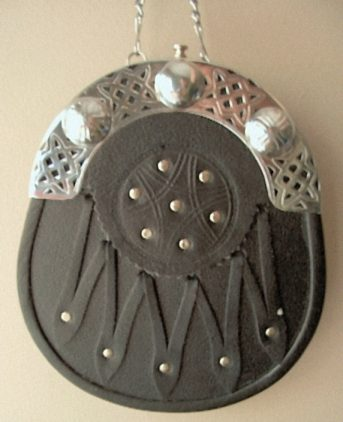
Sporran

Sporran – część tradycyjnego kiltu – stroju folklorystycznego, torebka ze skóry lub futra noszona na kilcie przez szkockich lub irlandzkich mężczyzn podczas uroczystych gali, zawodów sportowych i tanecznych.
Sporrany dzielą się zasadniczo na typy:
- dress – luksusowe wersje ze skóry i szlachetnych futer, zalecane na formalne imprezy

i wyjścia "wieczorowe"
- semi-dress – mniej formalne, choć nadal eleganckie, z mniejszą liczbą ozdobników, zalecane na mniej oficjalne imprezy
- leather – skórzane, proste wersje przeznaczone na spacery, nieformalne wyjścia i do użytku codziennego

Występują ponadto specyficzne sporrany wojskowych i pipe bandów. Są one zwykle przystrojone dużą ilością końskiego włosia, zwykle czarne lub białe. Na wierzchu sporranu przeważnie znajduje się odznaka jednostki.